# Halid Ziya
Halid Ziya Uşaklıgil (turc otomà: خالد ضیا اوشاقلی‌گیل) (Constantinoble, 12 de febrer de 1865 - Istanbul, 27 de març de 1945) fou un novel·lista i escriptor otomà turc, el més gran escriptor en prosa de l'escola literària anomenada Servet-i Fünun del final del segle xix.